# 直子女王
東明宮直子女王（とめのみやつねこ）、文政13年（1830年）9月17日 - 明治26年（1893年）1月27日，幕末明治時代的皇族女性。伏見宮貞敬親王第十六女。生母為側室合田愛子。一橋德川家第七代當主德川慶壽正室（御簾中）。幼稱東明宮。院號德信院。

## 生涯
直子女王於天保12年（1841年）12月2日降嫁德川慶壽，為御簾中，弘化4年5月7日（1847年6月19日），德川慶壽去世，直子女王落飾，院號德信院。慶壽過世後，與德川慶喜之間關係變得十分要好，使得一條美賀子在新婚生活期間非常寂莫。明治26年1月，直子女王因腦溢血病逝於小石川邸，享年63歲。

## 家族
- 父：伏見宮貞敬親王（日语：伏見宮貞敬親王）
- 母：梅操院 合田愛子
- 兄弟：欽宮守貴親王、伏見宮邦家親王、聰宮有道親王、潔宮忠道親王、梨本宮守脩親王
- 姐妹：壽賀宮増子女王、美目宮師子女王、順宮韶子女王、教宮英子女王、潤屋宮種子女王、鏞宮政子女王、幾佐宮隆子女王

## 相關影視作品
- NHK大河剧東明宮扮演者
  - 《德川慶喜》鶴田真由（日语：鶴田真由）（1998）
  - 《直衝青天》美村里江（2021）